# ブリムストーン・ヒル要塞国立公園

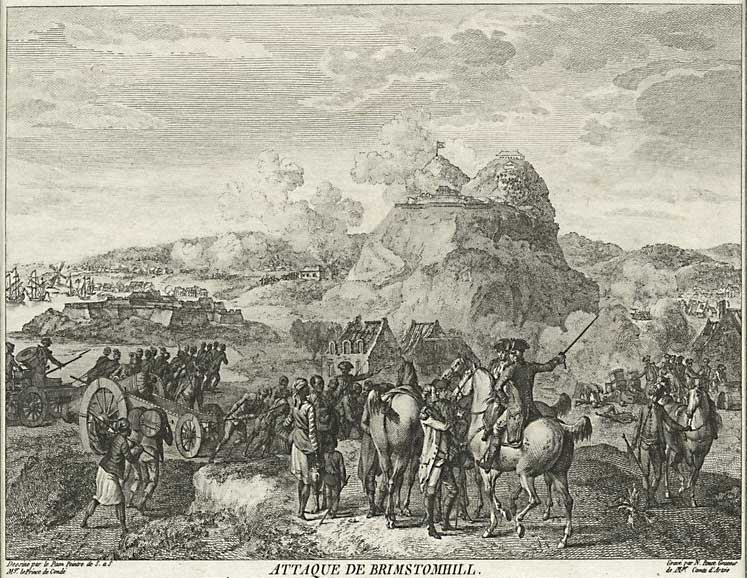
ブリムストーン・ヒルの戦い

ブリムストーン・ヒル要塞国立公園（Brimstone Hill Fortress National Park）は、カリブ海の島国セントクリストファー・ネイビスのセントクリストファー島（セントキッツ島）にある、17世紀から18世紀にかけてイギリスが建てた、約38エーカー以上もの広さを持つ、西インド諸島最大の要塞の史跡である。
この要塞は、セントクリストファー島の首都バセテールから北の海岸線に沿ったブリムストーン・ヒル（硫黄の丘）の海抜約250mの高さのところにある。イギリス人の設計により、ほぼ90年間の歳月を費やして、1782年に完成させた要塞である。実際の建設作業には、アフリカから連れて来られた奴隷の労働力が充てられた。
17世紀から18世紀にかけて、セントクリストファー島とネイビス島は、イギリスとフランスとの間で領有を巡って対立していた。1690年、フランスを駆逐した後、イギリスはブリムストーンに要塞を立てた。そして、1736年までに要塞には49丁の銃を保持していた。そして、イギリス軍による西インド諸島攻略の拠点地として、「西インド諸島のジブラルタル」と呼ばれていた。1782年2月に、フランス艦隊がブリムストーン・ヒル要塞を攻撃した。1,000人のイギリス軍は頑強に抵抗したが降伏した。そしてフランス軍は、最後まで戦ったイギリス駐屯軍の英雄的な防御に敬意を表した。その1年後の1783年、ヴェルサイユ条約によりフランスがセントクリストファー島をイギリスへ返還した時、同じ名誉はフランス駐屯軍に一致した。
1834年にハリケーンにより要塞は損害を受け、1851年にはブリムストーン・ヒル要塞は放棄された。そして、砦は20世紀中頃まで軽視され、破壊が進むままにされていた。1965年に国立公園になり、破壊を受けた部分は修復が進んで、1985年に女王エリザベス2世によって捧げられる国立公園の一部となり、1999年にはブリムストーン・ヒル要塞国立公園としてユネスコ世界遺産に登録された。

## 登録基準
この世界遺産は世界遺産登録基準のうち、以下の条件を満たし、登録された（以下の基準は世界遺産センター公表の登録基準からの翻訳、引用である）。
- (3) 現存するまたは消滅した文化的伝統または文明の、唯一のまたは少なくとも稀な証拠。
- (4) 人類の歴史上重要な時代を例証する建築様式、建築物群、技術の集積または景観の優れた例。